# Adriana Jiménez
Adriana Jiménez (Città del Messico, 20 gennaio 1985) è una tuffatrice grandi altezze messicana.

## Carriera
Ha vinto la medaglia d'argento nella gara dai 20 metri ai campionati mondiali di nuoto di Budapest 2017 e a quelli di Gwangju 2019.

## Palmarès
- Mondiali

Budapest 2017: argento nei grandi altezze (20 m).
Gwangju 2019: argento nei grandi altezze (20 m).